# Adela violella
Adela violella је врста инсекта из реда лептира (Lepidoptera) и породице Adelidae.

## Опис
Овај ноћни лептир је карактеристичан по својој дневној активности. Распон крила је од 10-14 мм. Црвенкасто - браон боја преовлађује на крилима. Антене су им веома дугачке и задебјале при основи. Мужјаци имају  два и по пута веће антене од крила, а женке један и по пут. Дугачке антене су карактеристичне за већину врста породице Adelidae.

## Распрострањење и станиште
Насељава већи део Европе, изузев Велике Британије и Балтичких земаља. У Србији је бележена на планинама. Насељава отворена станишта на којима расте кантарион (Hypericum).

## Биологија
Гусенице се хране листом, цветом или семнкама кантариона. Аулти лете од јуна до септембра на ливадама у близини биљке хранитељке. Презимљавају у различитим стадијумима гусенице, а на пролеће се хране детритусом пред улуткавање.

## Синоними
- Adela tombacinella Herrich-Schäffer, 1855
- Tinea violella Denis & Schiffermüller, 1775